# Église protestante Saint-Pierre de Wolfisheim
L’église protestante Saint-Pierre est un monument historique situé à Wolfisheim, dans le département français du Bas-Rhin.

## Localisation
Ce bâtiment est situé à Wolfisheim.

## Historique
L'édifice fait l'objet d'une inscription au titre des monuments historiques depuis 1934.

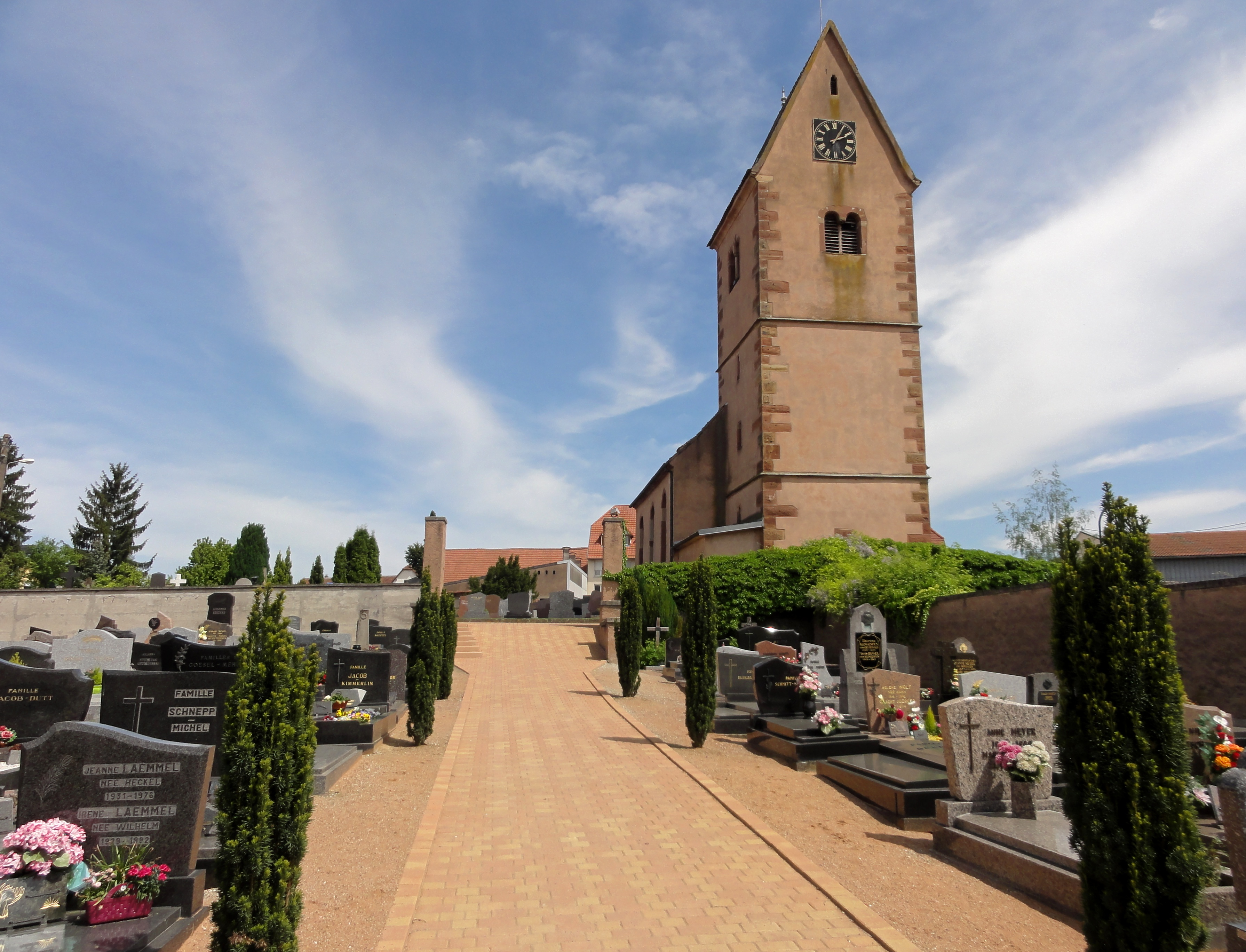
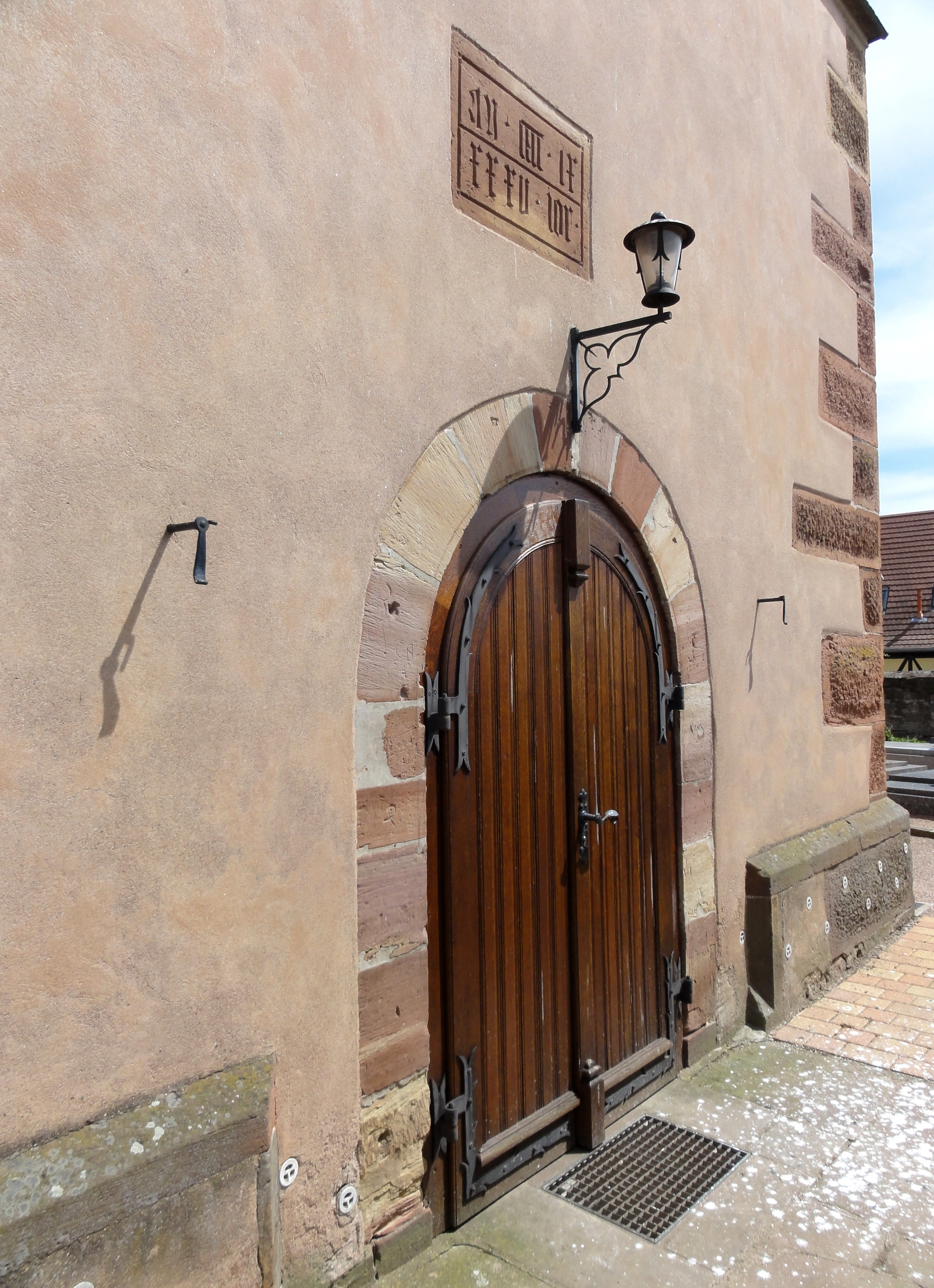

L'édifice fait l'objet d'une inscription au titre des monuments historiques depuis 2010.